# 维勒穆捷
维勒穆捷（法語：Villemoutiers，法語發音：[vilmutje]）是法国卢瓦雷省的一个市镇，位于该省中部偏东北，属于蒙塔日区。

## 地理
维勒穆捷（47°59'43"N, 2°33'30"E）面积16.18 平方千米，位于法国中央-卢瓦尔河谷大区卢瓦雷省，该省份为法国中北部省份，北起埃松省，西北接厄尔-卢瓦省，西南接卢瓦-谢尔省，南至涅夫勒省和谢尔省，东临约讷省，东北接塞纳-马恩省。
与维勒穆捷接壤的市镇（或旧市镇、城区）包括：穆隆、加蒂奈地区欧维利耶、于亚尔河畔舍维永、拉东、乌祖埃苏贝勒加尔德、普雷努瓦、圣莫里斯叙费萨尔。

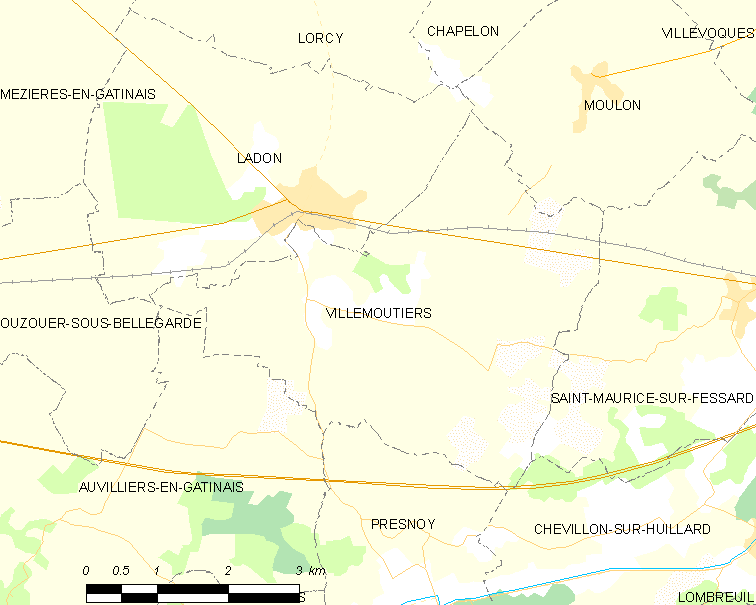
维勒穆捷的OSM定位图

维勒穆捷的时区为UTC+01:00、UTC+02:00（夏令时）。

## 行政
维勒穆捷的邮政编码为45270，INSEE市镇编码为45339。

## 政治
维勒穆捷所属的省级选区为洛里斯县。

## 人口

1962-2008年间维勒穆捷人口变化图示

维勒穆捷于2022年1月1日时的人口数量为475人。